# Никола Максимович
Никола Максимович (серб. Nikola Maksimović, нар. 25 листопада 1991, Баїна-Башта) — сербський футболіст, захисник. Грав за національну збірну Сербії.

## Клубна кар'єра
Народився 25 листопада 1991 року в місті Баїна-Башта. Розпочав грати в рідному місті за клуби «Космос» та «Слога». 16 липня 2006 року він переїхав в молодіжну команду «Слобода» (Ужице), де через два роки він дебютував у першій команді в матчі проти «Каунаса». На початку 2010 року проходив перегляд у київському «Динамо-2», який виступав у Першій лізі України, проте контракт підписаний не був і гравець повернувся в «Слободу». Всього провів у рідному клубі чотири сезони, взявши участь у 63 матчах чемпіонату.
На початку 2012 року перейшов в один з найсильніших клубів Сербії — «Црвену Звезду» за 330 тисяч євро. У серпні 2012 року його запримітили скаути «Ювентуса», а в листопаді того ж року в боротьбу за талановитого захисника включилися також селекціонери трьох московських клубів: ЦСКА, «Динамо» та «Спартака». Орієнтовна вартість гравця оцінюється від 2 млн до 4 млн євро.
У 2013 році перейшов в «Торіно». За італійський клуб Максимович виступав протягом трьох сезонів. Влітку 2016 року у футболіста стався конфлікт з новим головним тренером «Торіно» Синишею Михайловичем, після чого Максимович відмовився брати участь в передсезонних тренуваннях.
Влітку 2016 року повідомлялося про інтерес до Максимовича з боку лондонського «Челсі», однак 31 серпня футболіст був відданий «Наполі» в річну оренду клубу з обов'язковим подальшим викупом. У новій команді не зумів пробитися до основного складу, а першу половину 2018 року провів у Росії, де грав на правах оренди ха московський «Спартак».
Повернувшись з оренди до «Наполі», почав отримувати більше ігрового часу і протягом наступних трьох сезонів взяв участь у 56 іграх команди в Серії A.
31 серпня 2021 року новим клубом серба став «Дженоа», який підписав гравця на правах вільного агента. Провів 14 ігор за цю команду протягом сезону 2021/22, який завершився для генуезької команди втратою місця в елітному італійському дивізіоні, після чого залишив її склад.

## Виступи за збірні
2009 року дебютував у складі юнацької збірної Сербії, взяв участь у 2 іграх на юнацькому рівні.
Протягом 2011—2012 років залучався до складу молодіжної збірної Сербії. На молодіжному рівні зіграв у 2 офіційних матчах.
2012 року дебютував в офіційних матчах у складі національної збірної Сербії.
| Дата       | Місто         | Господарі  | Результат | Гості       | Турнір                               | Голи | Примітки |
| ---------- | ------------- | ---------- | --------- | ----------- | ------------------------------------ | ---- | -------- |
| 31-5-2012  | Реймс         | Франція    | 2 – 0     | Сербія      | товариський матч                     | -    |          |
| 5-6-2012   | Стокгольм     | Швеція     | 2 – 1     | Сербія      | товариський матч                     | -    |          |
| 15-8-2012  | Белград       | Сербія     | 0 – 0     | Ірландія    | товариський матч                     | -    | 46'      |
| 14-11-2012 | Санкт-Галлен  | Чилі       | 1 – 3     | Сербія      | товариський матч                     | -    |          |
| 18-11-2014 | Платаніас     | Греція     | 0 – 2     | Сербія      | товариський матч                     | -    | 48' 88'  |
| 7-6-2015   | Санкт-Пельтен | Сербія     | 4 – 1     | Азербайджан | товариський матч                     | -    |          |
| 13-6-2015  | Копенгаген    | Данія      | 2 – 0     | Сербія      | Відбір до ЧЄ 2016                    | -    | 63'      |
| 23-3-2016  | Познань       | Польща     | 1 – 0     | Сербія      | товариський матч                     | -    |          |
| 29-3-2016  | Таллінн       | Естонія    | 0 – 1     | Сербія      | товариський матч                     | -    | 46'      |
| 25-5-2016  | Ужице         | Сербія     | 2 – 1     | Кіпр        | товариський матч                     | -    |          |
| 31-5-2016  | Новий Сад     | Сербія     | 3 – 1     | Ізраїль     | товариський матч                     | -    | 46'      |
| 5-6-2016   | Монако        | Сербія     | 1 – 1     | Росія       | товариський матч                     | -    | 83'      |
| 9-10-2016  | Белград       | Сербія     | 3 – 2     | Австрія     | Відбір до ЧС 2018                    | -    | 90'      |
| 12-11-2016 | Кардіфф       | Уельс      | 1 – 1     | Сербія      | Відбір до ЧС 2018                    | -    |          |
| 24-3-2017  | Тбілісі       | Грузія     | 1 – 3     | Сербія      | Відбір до ЧС 2018                    | -    |          |
| 2-9-2017   | Белград       | Сербія     | 3 – 0     | Молдова     | Відбір до ЧС 2018                    | -    |          |
| 5-9-2017   | Дублін        | Ірландія   | 0 – 1     | Сербія      | Відбір до ЧС 2018                    | -    | 68'      |
| 9-10-2017  | Белград       | Сербія     | 1 – 0     | Грузія      | Відбір до ЧС 2018                    | -    | 70'      |
| 23-3-2018  | Турин         | Сербія     | 1 – 2     | Марокко     | товариський матч                     | -    | 73'      |
| 7-9-2019   | Белград       | Сербія     | 2 – 4     | Португалія  | Відбір до ЧЄ 2020                    | -    | 10'      |
| 10-9-2019  | Люксембург    | Люксембург | 1 – 3     | Сербія      | Відбір до ЧЄ 2020                    | -    |          |
| 14-11-2019 | Белград       | Сербія     | 3 – 2     | Люксембург  | Відбір до ЧЄ 2020                    | -    |          |
| 17-11-2019 | Белград       | Сербія     | 2 – 2     | Україна     | Відбір до ЧЄ 2020                    | -    |          |
| 3-9-2020   | Москва        | Росія      | 3 – 1     | Сербія      | Ліга націй УЄФА 2020-2021 - 1-й етап | -    | 57'      |
| Усього     |               | Матчів     | 25        |             | Голів                                | 0    |          |

## Досягнення
- Володар Кубка Сербії: 2011-12
- Володар Кубка Італії: 2019-20